# Festival culturale (Giappone)

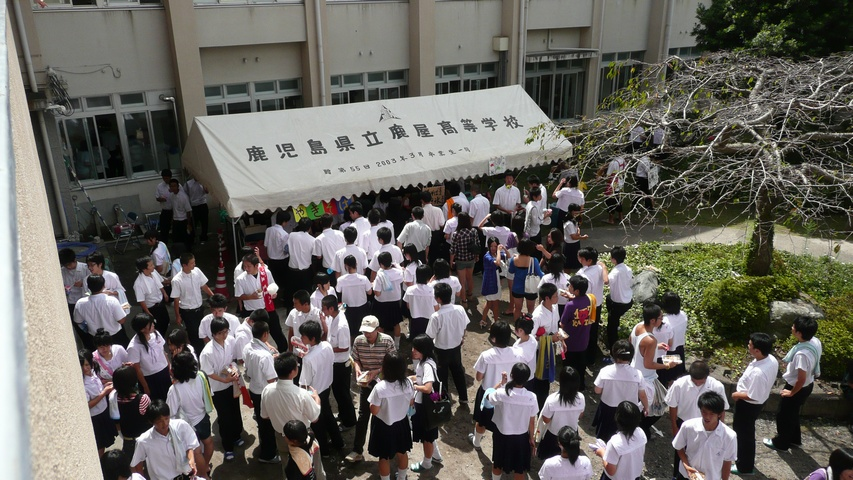
Un festival scolastico in una scuola superiore a Kagoshima

I  festival culturali   (文化 祭?,  Bunkasai) in Giappone sono eventi annuali simili a open day organizzati dalla maggior parte delle scuole, dalle materne alle università. Tali festival sono generalmente aperti al pubblico.
Secondo le linee guida del curriculum del Ministero dell'Istruzione, della Cultura, dello Sport, della Scienza e della Tecnologia, i festival culturali sono considerati attività speciali e sono definiti come "eventi che mirano a utilizzare i risultati dell'apprendimento quotidiano per aumentare la motivazione".
I festival culturali fanno parte delle lezioni regolari nelle scuole elementari, medie e superiori, quindi gli studenti sono obbligati a frequentarli per diplomarsi. Nelle università i festival culturali sono attività extrascolastiche, quindi non è richiesta la partecipazione.
Tradizionalmente, la maggior parte delle scuole organizza festival durante o intorno al Giorno della cultura (3 novembre), una festa nazionale giapponese.  Normalmente si svolgono durante i fine settimana.

## Nome
"Festival culturale" (bunkasai) e "festival universitario" (daigaku-sai) sono nomi comuni in giapponese, quindi i nomi specifici dei festival culturali dipendono da ciascuna scuola.

### Variazioni
I festival scolastici delle scuole medie e superiori sono talvolta chiamati  (学園祭?, gakuensai) ,  (学院祭?, gakuinsai)  o  (学校祭?, gakkōsai)  .

## Funzione
I festival vengono organizzati per mostrare l'apprendimento degli studenti, benché molti visitino un festival per svago. Gli alunni spesso colgono l'occasione per visitare le scuole che una volta frequentavano. Il cibo viene servito e spesso le aule o le palestre si trasformano in ristoranti o bar temporanei. Balli, concerti e rappresentazioni teatrali vengono in genere eseguiti da singoli volontari o organizzati da vari circoli scolastici, come il club di danza, il club di letteratura, il club dell'orchestra, il club della banda e il club di teatro.
I festival culturali sono pensati per essere un evento divertente, ma sono anche l'unica opportunità per gli studenti di vedere com'è la vita nelle altre scuole. Hanno inoltre lo scopo di arricchire la vita delle persone aumentando l'interazione sociale e promuovendo i legami con la comunità.

## Rappresentazioni culturali
I festival culturali sono frequentemente rappresentati in anime e manga . Ad esempio, il climax di La forma della voce - A Silent Voice (2016) si svolge in un bunkasai .